# Tomás Le Breton
Tomás Le Breton (Buenos Aires, 20 de mayo de 1868 - Hurlingham, Provincia de Buenos Aires, 15 de febrero de 1959) fue un abogado, político y diplomático argentino, fundador de la Unión Cívica de la Juventud, la Unión Cívica Radical y la Unión Cívica Radical Antipersonalista, ministro de Agricultura de la Nación y miembro de la Academia Nacional de Agronomía y Veterinaria.

## Biografía
Tomás Le Breton fue uno de los jóvenes que fundaron la Unión Cívica de la Juventud en 1889, la Unión Cívica en 1890, y la Unión Cívica Radical en 1891.
Participó activamente en las revoluciones de 1890, 1893 y 1905.

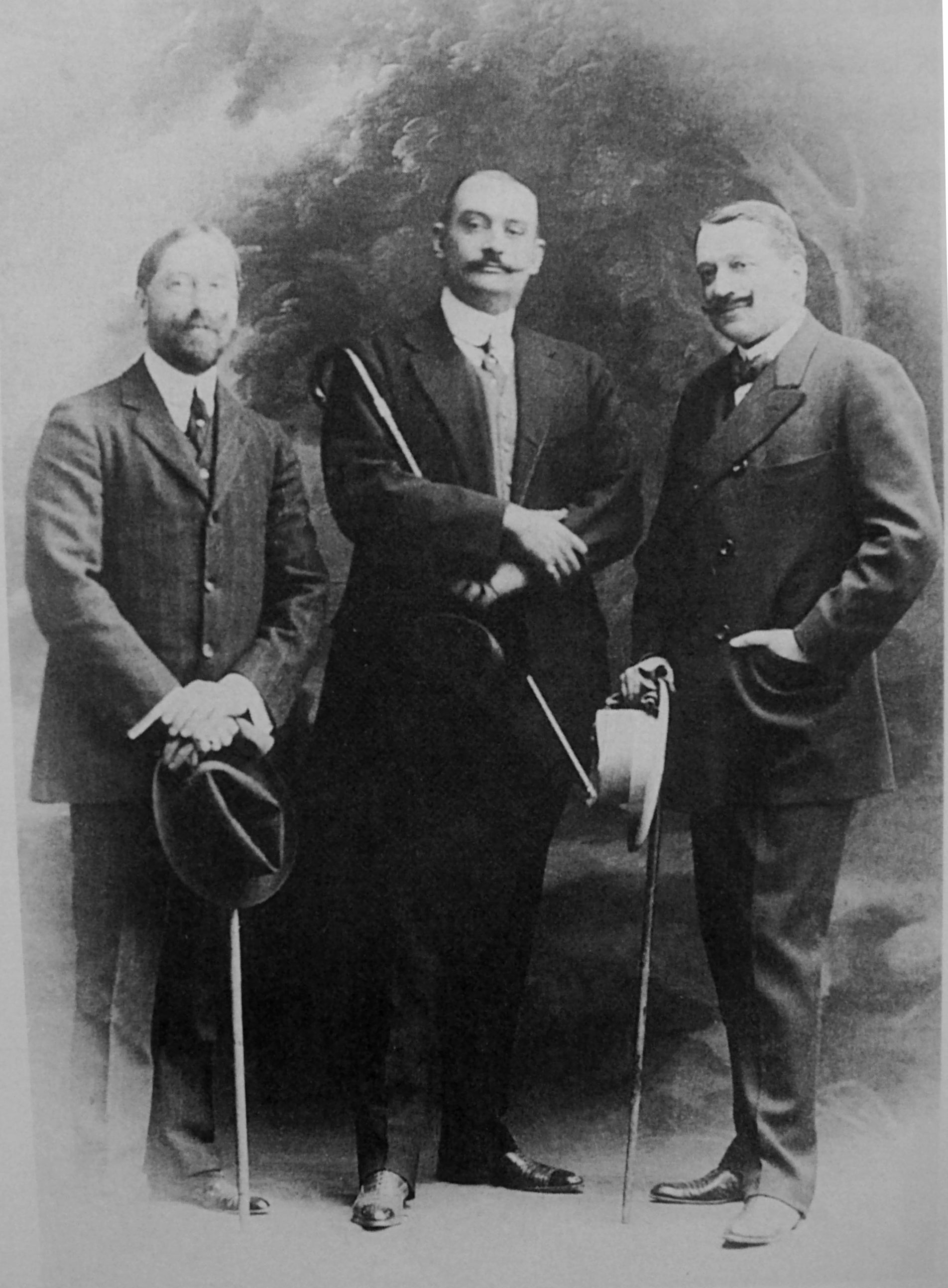
Fotografía circa 1905 con Eduardo Saguier Arrotea, Marcelo T. de Alvear y Tomás Le Breton.

Fue elegido diputado nacional en 1914 y senador nacional en 1922 por la Unión Cívica Radical. Una vez asumido Marcelo T. de Alvear (1922-1928) la presidencia de la Nación, fue designado Ministro de Agricultura, desempeñándose hasta 1925. También durante la presidencia de Alvear se desempeñó en dos ocasiones como Ministro de Relaciones Exteriores.

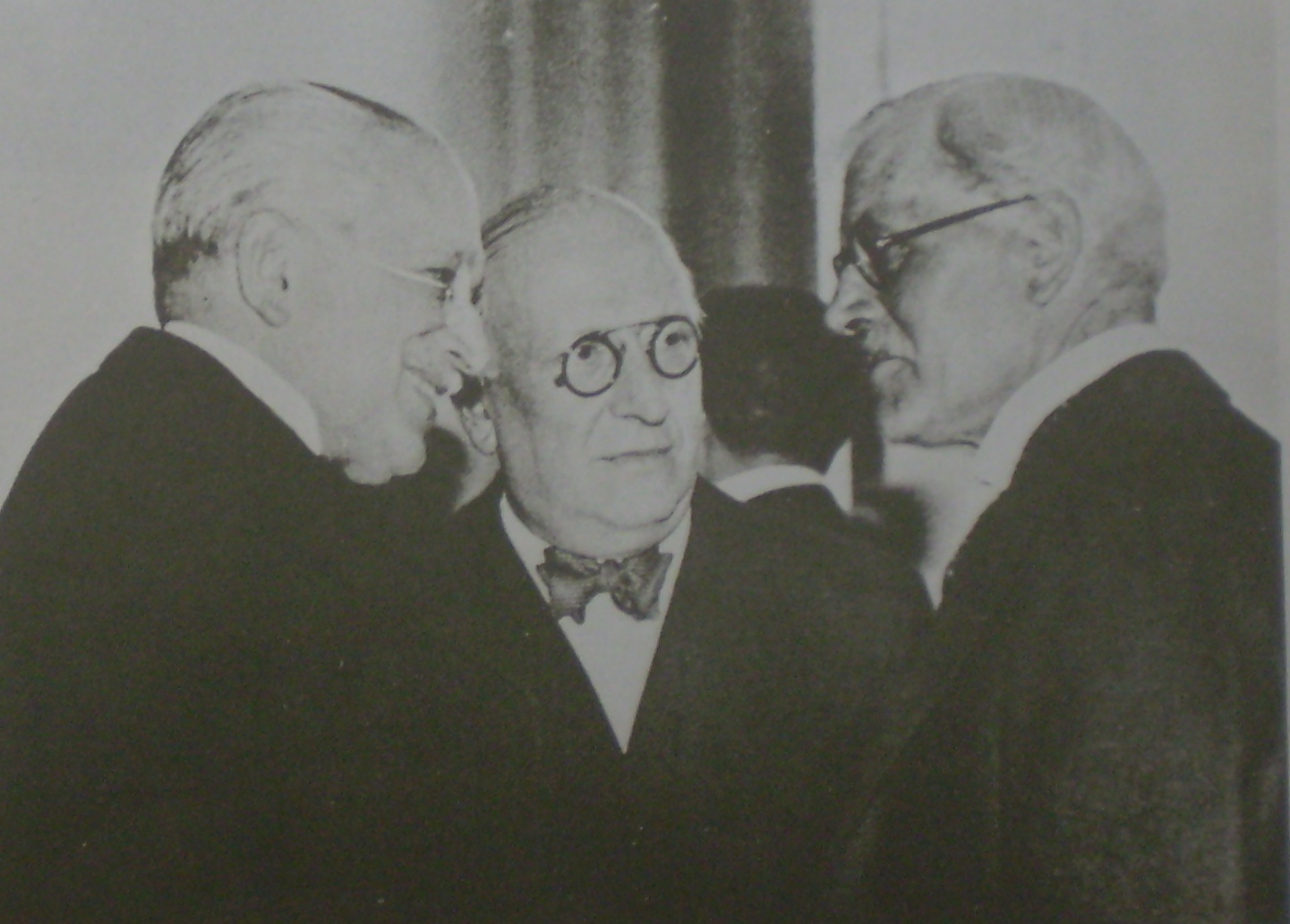
Tomás Le Bretón, M. Malbrán y Ramsay McDonald en la Conferencia Mundial Económica, Londres 1933.

Asimismo fue decisiva su acción para promover el cultivo del algodón en el Chaco.
En 1924 formó parte del grupo de dirigentes radicales que formaron la Unión Cívica Radical Antipersonalista.
Durante la década de 1930 fue embajador argentino ante Estados Unidos, el Reino Unido, y Francia. Formó parte de la misión diplomática que realizó el Tratado Roca-Runciman en 1932.
El Pacto Roca-Runciman aseguraba cuotas de exportación de carne argentina estables equivalente a la adquirida en 1938 (punto más bajo de la Crisis del 30), afianzando el vínculo comercial con el Reino Unido. Que establecía que el 85% de las exportaciones de este país debían realizarse a través de frigoríficos extranjeros. La Argentina dispensaría a las empresas británicas un tratamiento benévolo y el país mantendría libres de aranceles el carbón y demás mercaderías que se importaban en ese momento exentas de impuestos, comprometiéndose a comprar en Gran Bretaña el total del carbón que consumía. Junto a cláusulas secretas: donde el Banco Central de la República Argentina contaría con gran predominancia de funcionarios y capitales británicos. Se fijan las bases para la creación de la Corporación de Transporte, que le terminaría por dar a Gran Bretaña el monopolio absoluto de los medios de transporte argentinos. La misma se creó en 1936 en el Pacto Eden-Malbrán, firmado luego de que el Pacto Roca-Runciman caducara y con características muy similares.
A partir de 1933 la empresa de capitales belgas, Compañía Argentina de Electricidad, la empresa eléctrica que abastecía de electricidad a la Capital Federal debía renegociar la concesión del servicio. Siendo subsidiaria de la multinacional SOFINA, que se había transformado en una sociedad anónima argentina para evadir impuestos, comenzó a hacer lobby y en 1936 el grupo empresario presentó ante el Concejo Deliberante el pedido de extensión de la concesión en el tiempo y en el espacio, ya que pretendía ampliar su área de influencia al Gran Buenos Aires. La empresa contactó ese mismo año con 
Le Breton, que se encontraba como Embajador en Francia y en septiembre de 1936 arregló una reunión privada entre Alvear y funcionarios de la firma, con el objetivo de que telegrafiara a sus correligionarios ordenándoles que apoyaran el proyecto de la CADE. El 29 de octubre de 1936 con los votos radicales y conservadores, el Concejo Deliberante de Buenos Aires promulgó la ordenanza 8.029 otorgando a la CADE una nueva concesión hasta el año 1997.
En el barrio porteño de Villa Urquiza una calle lleva su nombre a modo de recordatorio.